# Yukie Kagawa
Yukie Kagawa (賀川 ゆき絵?, Kagawa Yukie; Tokyo, 1º febbraio 1948) è un'attrice giapponese.
Ha legato il suo nome ai primi film del kaijū Gamera e ad alcuni dei più importanti film del genere Pinky Violence nei primi anni settanta del XX secolo.

## Biografia
Inizia la carriera di attrice recitando con il nome di Hiroko Nishi in due film del kaijū Gamera, Attenzione! Arrivano i mostri del 1966 e Gamera contro il mostro Gaos dell'anno seguente. Nel 1968 prende parte a cinque film tra cui Kaidan hebi-onna iniziando una stretta collaborazione soprattutto con i registi Teruo Ishii e Nabuo Nakagawa.
Anche l'anno seguente la Kagawa partecipa a numerosi film, tra cui Horrors of Malformed Men.
Nel 1970 recita in Delinquent Girl Boss: Blossoming Night Dreams primo film della serie Delinquent Girl Boss del regista Kazuhiko Yamaguchi, lungometraggio capostipite del genere Pinky Violence. 
Reciterà ancora in ruolo analoghi di "bad girl" nei film Girl Boss Blues: Queen Bee's Counterattack del 1971 e Female Convict Scorpion: Jailhouse 41 dell'anno seguente.
Tra il 1978 ed il 1979 è "Amazoness", principale antagonista nella serie TV nipponica Spider-Man. Riprenderà un ruolo simile anche nella serie Solar Squadron Sun Vulcan nei primi anni ottanta.

## Filmografia

### Cinema
- Attenzione! Arrivano i mostri, regia di Shigeo Tanaka (1966)
- Gamera contro il mostro Gaos, regia di Noriaki Yuasa (1967)
- Tokugawa onna kiezu, regia di Teruo Ishii (1968)
- Onsen anma geisha, regia di Teruo Ishii (1968)
- Kaidan hebi-onna, regia di Nobuo Nakagawa (1968)
- Tokugawa onna keibatsu-shi, regia di Teruo Ishii (1968)
- East China Sea, regia di Tadahiko Isomi (1968)
- Orgies of Edo, regia di Teruo Ishii (1969)
- Ijōsciai kiroki: Harenchi, regia di Teruo Ishii (1969)
- Quick-dare Okatsu, regia di Nabuo Nakayama (1969)
- Tokugawa irezumi-shi: Seme jigoku, regia di Teruo Ishii (1969)
- Horrors of Malformed Men, regia di Teruo Ishii (1969)
- Onna-tarashi no teiō, regia di Takeichi Saitō (1970)
- Experience, regia di Ryūichi Takamori (1970)
- Delinquent Girl Boss: Worthless to Confess, regia Kazuhiko Yamaguchi (1971)
- Girl Boss Blues: Queen Bee's Counterattack, regia di Norifumi Suzuki (1971)
- Wandering Ginza: She-Cat Gambler, regia di Kazuhiko Yamaguchi (1972)
- Female Convict Scorpion: Jailhouse 41, regia di Shunya Ito (1972)
- Kogarashi Monjrō: Kakawari gozansen, regia di Sadao Nakajima (1972)
- Rōnin-gai, regia di Kazuo Kuroki e Masahiro Makino (1990)

### Televisione
- Daitokai-tatakai no hibi, (1977)
- Spider-Man, (1978-1979)
- Solar Squadron Sun Vulcan, (1981-1982)
- Taiyō sentai san Barukan: The Movie, regia di Shohei Tōjō (1981)